# باول ديمرز
باول ديمرز هو مغني كندي، ولد في 9 مارس 1956 في غاتينو في كندا، وتوفي في 29 أكتوبر 2016 في أوتاوا في كندا بسبب سرطان الرئة.

## وصلات خارجية
- الموقع الرسمي
- باول ديمرز على موقع ميوزك برينز (الإنجليزية)
- باول ديمرز على موقع ديسكوغز (الإنجليزية)